# توني شتاين
توني شتاين (بالإنجليزية: Tony Stein)‏ هو عسكري أمريكي، ولد في 30 سبتمبر 1921 في دايتون في الولايات المتحدة، وتوفي في 1 مارس 1945 في آيوو جيما في اليابان.